# Molinos (estación)

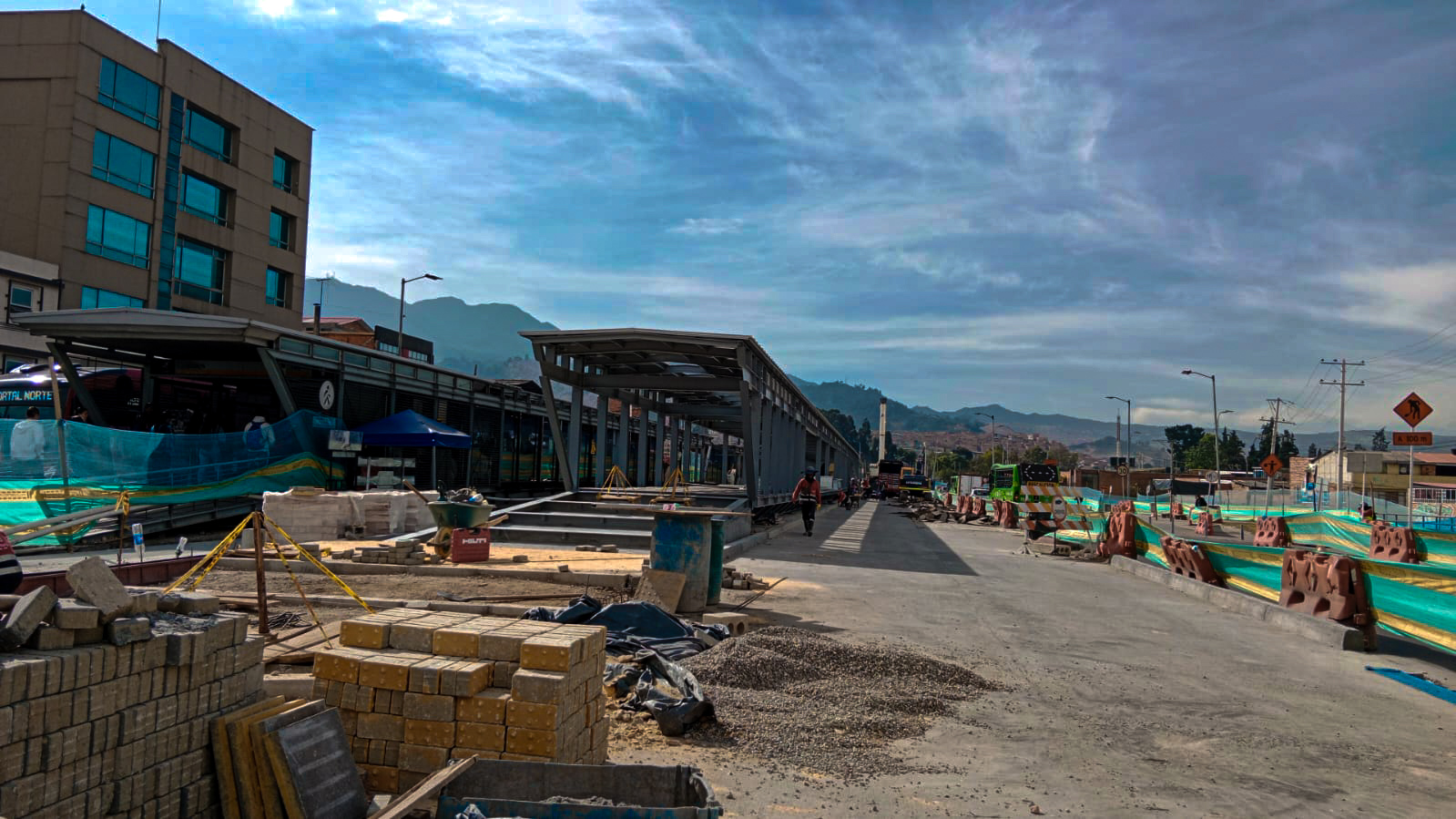
Construcción de la actual estación Molinos, con la estación anterior al lado izquierdo, octubre de 2023.

La estación intermedia Molinos, hace parte del sistema de transporte masivo de Bogotá llamado TransMilenio inaugurado a finales del año 2000. Se encuentra en la avenida Caracas, al sur de la ciudad, entre las localidades de Tunjuelito y Rafael Uribe Uribe

## Ubicación
La estación se encuentra ubicada en el sur de la ciudad, en la avenida Caracas entre carreras 9 y 7. Se accede a ella a través de un cruce semaforizado ubicado sobre la carrera 9 y a través de un puente peatonal ubicado sobre la carrera 7.

## Origen del nombre
La estación recibe el nombre debido a la cercanía del barrio Los Molinos del Sur o conocido como Molinos, que a su vez, toma el nombre de la hacienda que se ubicaba en estos terrenos. También atiende a los barrios Abraham Lincoln, Guiparma y sus alrededores.

## Historia
Inició operaciones el 23 de junio del año 2001 junto con las estaciones Consuelo, Socorro y Santa Lucía. Más adelante, el 6 de agosto, TransMilenio inauguró la segunda estación de cabecera en el sistema conocida como el Portal Usme.
El 17 de enero de 2015, el vagón sur fue cerrado por trabajos de remodelación y mantenimiento, obra que fue abierta el 21 de febrero.
Durante el Paro nacional de 2019, la estación sufrió diversos ataques que afectaron de forma considerable las puertas de vidrio y demás infraestructura de la estación, razón por la cual no estuvo operativa por algunos días luego de lo ocurrido.
Debido a las obras de ampliación de la troncal Caracas sur, que van desde este sector hasta el Portal de Usme, la estación y el puente peatonal fueron reubicados y reconstruidos unos metros hacia el occidente, despejando un tramo que hace parte de la nueva calzada en sentido sur-norte. Con el desmonte del puente desde el 12 de enero de 2023, el cierre parcial de la estación el 29 de mayo, y el cierre total de la misma el 26 de diciembre del mismo año. La apertura de la nueva estación fue el 30 de enero de 2024, y la del nuevo puente peatonal en agosto del mismo año. También se construyó una nueva plataforma de alimentación que reemplazó a la anterior, con un mayor tamaño y espacio para un cicloparqueadero,la cual entró en funcionamiento el 1 de julio de 2023.

## Servicios de la estación

### Servicios troncales
| Tipo                                            | Rutas al Norte | Rutas al Sur |
| ----------------------------------------------- | -------------- | ------------ |
| Expresos todos los días todo el día             | B72 B75 K54    | H54 H72 H75  |
| Expresos lunes a sábado todo el día             | D20            | H20          |
| Expresos lunes a viernes hora pico de la mañana | J76            |              |
| Expresos lunes a viernes hora pico de la tarde  |                | H76          |

### Esquema
|               |                          |         |           | Carrera 7 |         | Sur →   | Sur →   | Sur →   | Sur →   | Sur →   |
| Paso peatonal | Llegada alimentadores    | 4-3H728 | 4-1       | 4-2       |         |         |         |         |         |         |
| Paso peatonal | Plataforma alimentadores |         |           |           |         |         |         |         |         |         |
| Paso peatonal |                          |         |           |           |         |         |         |         |         |         |
| Paso peatonal |                          |         |           |           |         |         |         |         |         |         |
| Paso peatonal | ← Norte                  | ← Norte | ← Norte   | ← Norte   | ← Norte | ← Norte | ← Norte | ← Norte | ← Norte | ← Norte |
| Paso peatonal |                          |         |           |           |         |         |         |         |         |         |
| Paso peatonal | ← Norte                  | ← Norte | ← Norte   | ← Norte   | ← Norte | ← Norte | ← Norte | ← Norte | ← Norte | ← Norte |
| Paso peatonal | Carrera 9                | B75K54  | B72D20J76 |           |         |         |         |         |         |         |
| Paso peatonal |                          | Vagón 2 | Vagón 1   |           |         |         |         |         |         |         |
| Carrera 9     | H72H75H76                | H20H54  |           | Carrera 7 |         |         |         |         |         |         |
| Sur →         |                          |         |           |           |         |         |         |         |         |         |

### Servicios alimentadores
Así mismo funcionan las siguientes rutas alimentadoras:
- 4-1 circular al barrio Bochica
- 4-2 circular al barrio Diana Turbay
- 4-3 circular al barrio Molinos

### Servicios urbanos
Así mismo funciona la siguiente ruta urbana:
- H728 circular al barrio Danubio

Así mismo funcionan las siguientes rutas urbanas del SITP en los costados externos a la estación, circulando por los carriles de tráfico mixto sobre la Avenida Caracas, con posibilidad de trasbordo usando la tarjeta TuLlave:
| Código | Sector                         | Dirección          | Rutas                                        |
| ------ | ------------------------------ | ------------------ | -------------------------------------------- |
| 038A11 | H Alcaldía Local de Tunjuelito | Av. Caracas - KR 8 | H530H622H702H706H708H720H721H723H728H907 953 |
| 005A12 | H Estación Molinos             | Av. Caracas - KR 7 | A708A720G530K721 39 953                      |

## Ubicación geográfica
| Noroeste: Tunjuelito | Norte: H Consuelo | Nordeste: Rafael Uribe Uribe |
| Oeste: Tunjuelito    |                   | Este: Rafael Uribe Uribe     |
| Suroeste: Tunjuelito | Sur: H Danubio    | Sureste: Rafael Uribe Uribe  |